# The Seeking
The Seeking est un groupe américain de post-hardcore, originaire de Sacramento, en Californie, actif entre 2010 et 2014.

## Histoire
Le groupe est formé en 2010 par Ben et Dylan, qui sont par la suite rejoints par Grayson, Taylor et Shane. En 2012, le groupe signe chez Razor & Tie et sort son premier album Yours Forever, qui est bien accueilli par l'ensemble de la presse spécialisée,,,. Durant son existence, The Seeking joue avec d'autres groupes comme Capture the Crown.
En 2014, le groupe annonce sa séparation sur sa page Facebook officielle. Ils déclarent que c'était parce que trop de membres avaient quitté le groupe.

## Discographie
- 2012 : Yours Forever (Razor & Tie)